# (9327) Duerbeck
(9327) Duerbeck (1989 SW2) – planetoida z grupy pasa głównego asteroid okrążająca Słońce w ciągu 4,87 lat w średniej odległości 2,87 j.a. Odkryta 26 września 1989 roku.